# Amerila brunnea
Amerila brunnea là một loài bướm đêm thuộc phân họ Arctiinae, họ Erebidae.